# Filipa
Filipa je žensko osebno ime.

## Izvor imena
Ime Filipa je ženska oblika moškega osebnega imena Filip.

## Pogostost imena
Po podatkih Statističnega urada Republike Slovenije je bilo na dan 31. decembra 2007 v Sloveniji število ženskih oseb z imenom Filipa: 11.

## Osebni praznik
V koledarju je ime Filipa zapisano skupaj z imenom Filip.